# Кремсер (футбольний клуб)
Спортивний клуб «Кремсер» (нім. Kremser Sportclub) — австрійський футбольний клуб з міста Кремс-ан-дер-Донау, заснований у 1919 році. Виступає в Національній лізі Нижньої Австрії. Домашні матчі приймає на стадіоні «Сепп-Долл-Штадіон», місткістю 10 000 глядачів.

## Досягнення
- Кубок Австрії
  - Володар: 1988
- Суперкубок Австрії
  - Фіналіст: 1988.